# Lembang

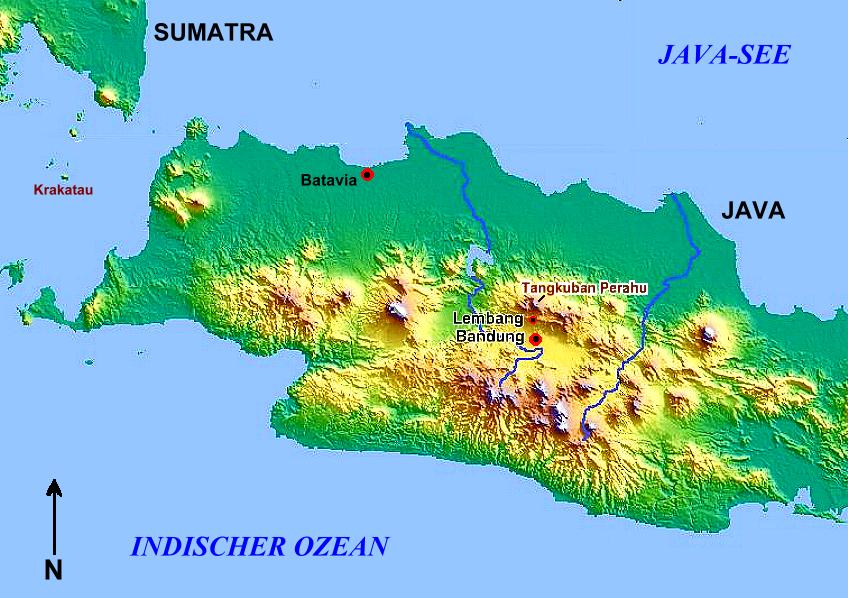
Westjava: Batavia (= Jakarta) – Bandung – Lembang

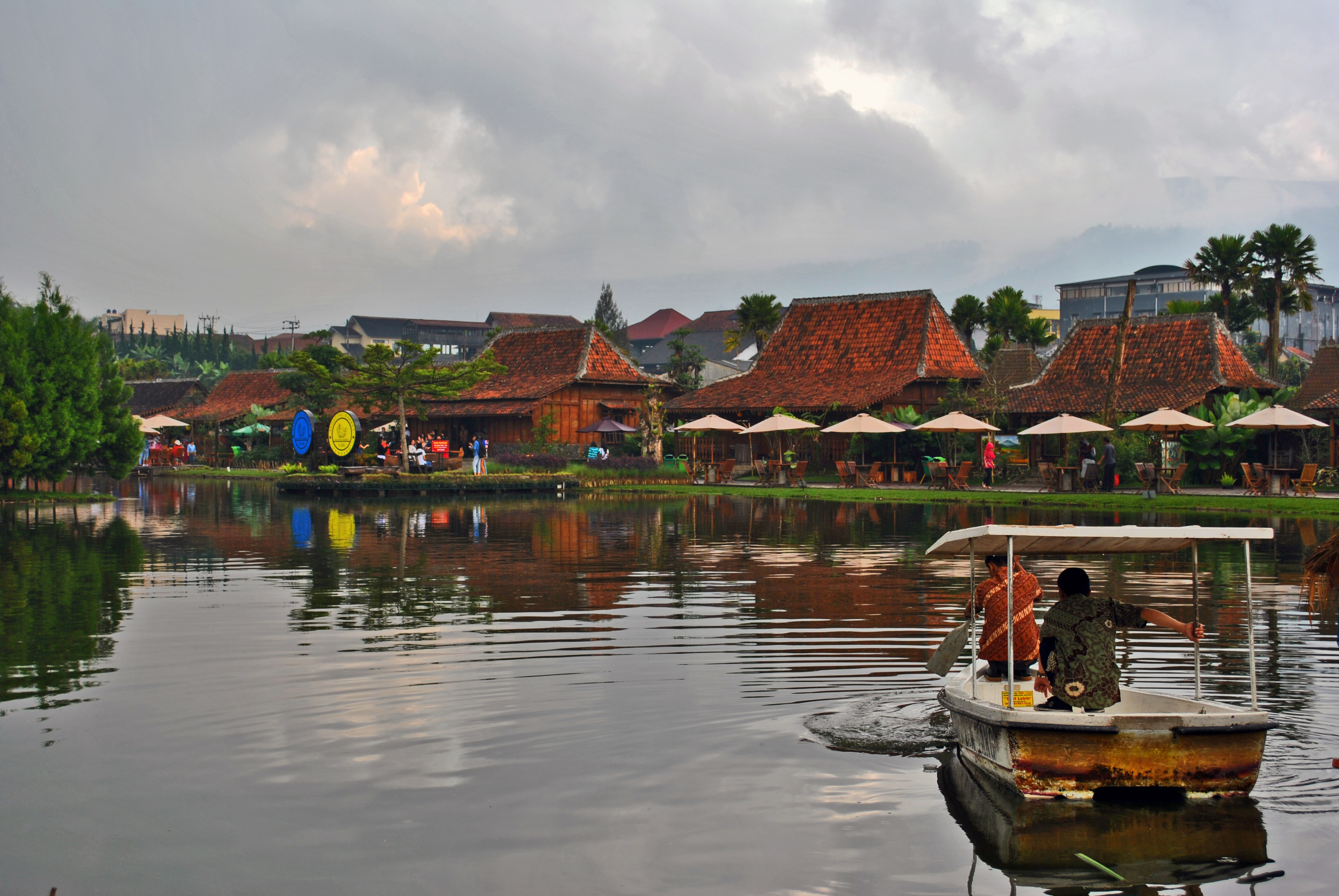

Lembang ist eine Stadt in Jawa Barat (Westjava) in Indonesien mit etwa 202.000 Einwohnern. Sie liegt etwa 10 km nördlich von Bandung und gehört zum Regierungsbezirk Bandung Barat (Bandung West).

## Sehenswürdigkeiten
- der Vulkan Tangkuban Perahu, an dessen Fuß die Stadt liegt
- das Grabmal von Franz Wilhelm Junghuhn, dem deutschen Arzt, Geologen und Botaniker, der am 24. April 1864 hier verstarb
- das Bosscha-Observatorium des Institut Teknologi Bandung